# W 49B

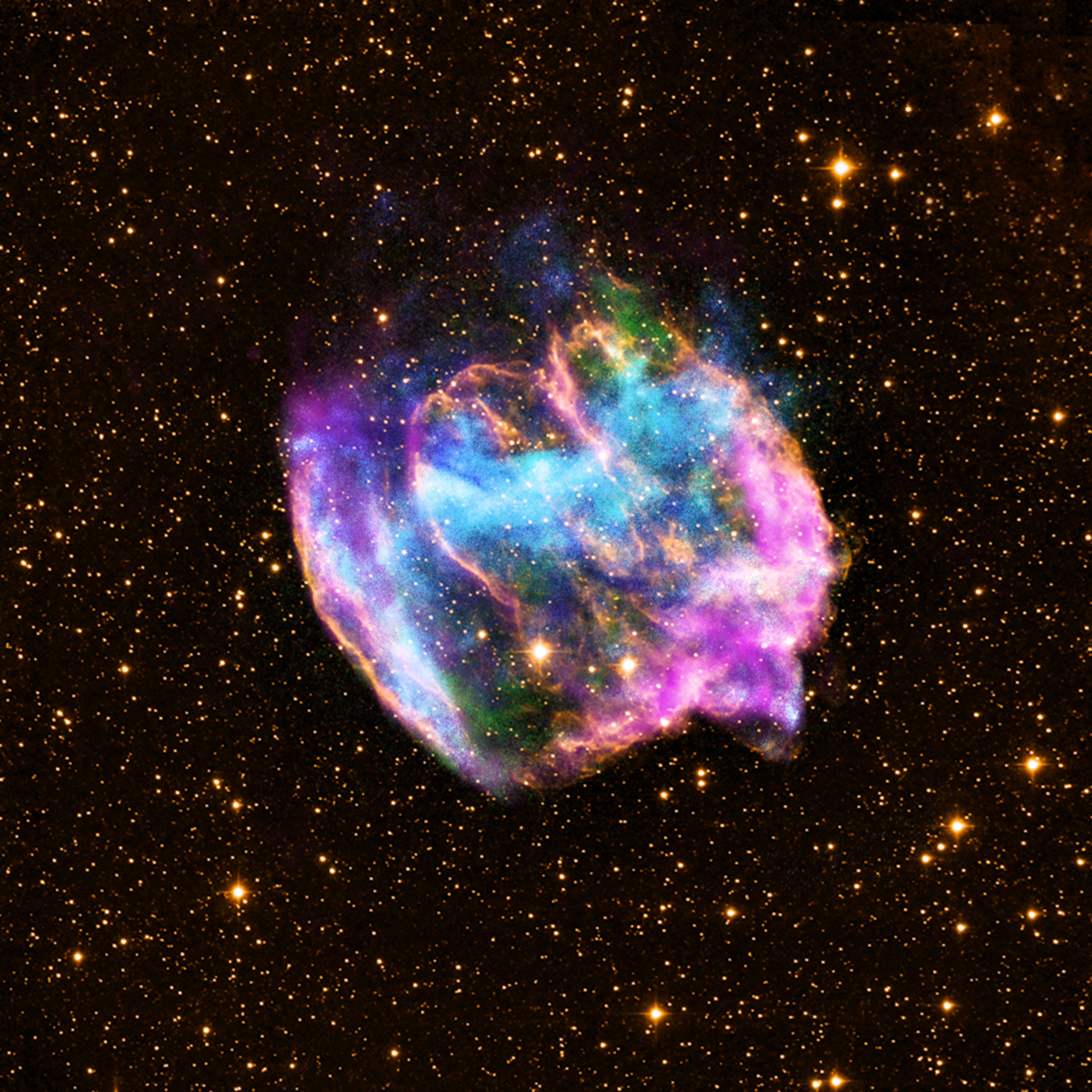
X線で撮影した W 49B

W 49Bとは、地球から見てわし座の方向に約3万5000光年離れた位置にある超新星残骸である。

## 概要
W 49Bは、その形状からガンマ線バーストの残骸ではないかと考えられている。W 49Bは樽のような形をしており、樽の軸に沿って直径約25光年の4つのリング構造がある。このリング構造はX線によって発見され、鉄やニッケルを含んでいる。これらの構造は、ガンマ線バーストの特徴である、大質量の恒星が爆発し、2つの反対方向に飛び出すガンマ線のジェットの構造に似ている。W 49Bの外側にある鉄やニッケルは、超新星元素合成によって生成されたものではなく、中心部で形成された鉄やニッケルがジェットに乗って飛び出したものと考えられている。リングそのものは、爆発の数十万年前に元の恒星の高速の自転によって飛び出したと考えられている。高速の自転は、ガンマ線バーストの形成モデルと矛盾しない。
仮にW 49Bがガンマ線バーストであった場合は、銀河系で発見された初めてのガンマ線バーストであり、かつ地球に最も近いガンマ線バーストとなる。ガンマ線バーストの多くは数十億光年先で発見され、一番近いGRB 980425でも1億2000万光年であるのに比べれば、W 49Bは極端に近い。W 49Bのジェットの方向は地球から見て約20度ずれており、地球への直撃は無かったと考えられるが、太陽の10兆倍もの明るさで輝く天体は、地球から見ても非常に明るく見えたと考えられている。
また、W 49Bの周りには、比較的密度の高い分子雲がある。これは爆発による衝撃波で薄い分子雲が濃密に集まったと考えられている。ガンマ線バーストの原因は大質量星の超新星爆発によるものと考えられているが、それならば、ガンマ線バーストの発生場所は、大質量星が生まれるような分子密度が高い領域の中にあるはずである。しかし、観測される多くのガンマ線バーストは、分子密度が低いことを示しており、矛盾が発生していた。W 49Bの観測により、このような低密度領域は、自身の爆発によって周りの物質を押しのけたために、周りの分子密度が低くなった結果ではないかと言う説が提唱された。

## その他
W 49Bは、HII領域のW 49Aと共にW 49を構成している。